# Ariane 3

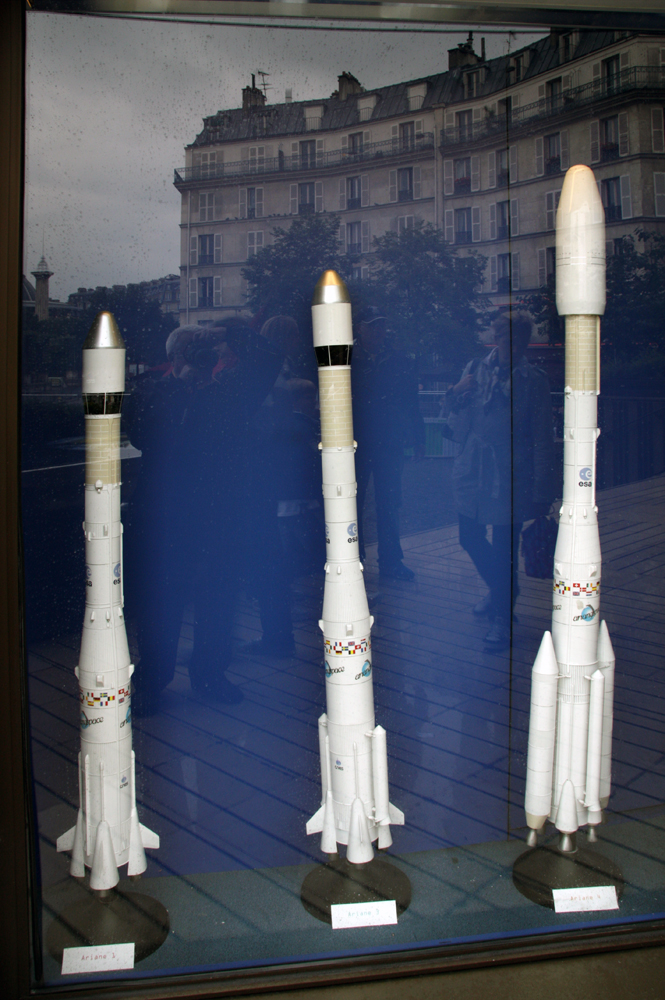
Vergleich der Modelle Ariane 1, Ariane 3 und Ariane 4

Die Ariane 3 war das dritte Modell aus der Serie der Ariane-Raketen der ESA. Sie wurde vom CNES entwickelt.

## Technik
Der Aufbau der Ariane 3 war dem der Ariane 2 gleich, bis auf die beiden zusätzlichen Feststoffbooster, was ihr Startgewicht auf 241 t erhöhten. Um den von den meisten Ariane-3-Raketen verwendeten Startplatz ELA-1 vor Beschädigungen zu schützen, wurden die Booster jedoch erst nach dem Abheben in 11 m Höhe gezündet, weil die Startrampe ELA-1 nur für Raketen ohne Booster konstruiert war.
Die Nutzlast, die von der Ariane 3 in eine geostationäre Transferbahn gebracht werden konnte, betrug 2700 kg, 525 kg mehr als bei der Ariane 2.

## Starts
Die Ariane 3 startete elfmal. Ihr erster Start fand erfolgreich am 4. August 1984 statt, bemerkenswerterweise vor dem ersten Start einer Ariane 2. Nur der fünfte Start am 12. September 1985 misslang.
Neun Ariane-3-Raketen hoben vom Startplatz ELA-1 ab und zwei (wie auch eine Ariane 2) von einer für diesen Zweck gebauten besonders hohen Startplattform auf dem für die Ariane 4 errichteten Startplatz ELA-2, um diesen vor dem ersten Einsatz der Ariane 4 zu testen und die Startrate zu erhöhen.
Alle Starts gingen in eine geostationäre Transferbahn. Außer beim letzten Start, mit dem Experimentalsatelliten Olympus, wurden immer zwei Satelliten zusammen gestartet.
Die relativ geringe Anzahl von Starts ist durch das Aufkommen der vielseitigeren und stärkeren Ariane 4 im Jahr 1988 bedingt.
Dies ist eine vollständige Liste aller Ariane-3-Starts.
| Startdatum (UTC)    | Flug Nr. | Nutzlast                                                                              | Startplatz | Orbit¹       | Anmerkungen                                        |
| ------------------- | -------- | ------------------------------------------------------------------------------------- | ---------- | ------------ | -------------------------------------------------- |
| 4. Aug. 1984 13:32  | V10      | ECS-2, Télécom 1A (Kommunikationssatelliten)                                          | ELA 1      | GTO          | Erfolg                                             |
| 10. Sep. 1984 01:14 | V11      | Spacenet 2, MARECS B2 (Kommunikationssatellit und Kommunikationssatellit für Schiffe) | ELA 1      | GTO          | Erfolg                                             |
| 8. Feb. 1985 23:22  | V12      | Arabsat 1A, Brasilsat A1 (Kommunikationssatelliten)                                   | ELA 1      | GTO          | Erfolg                                             |
| 8. Mai 1985 01:15   | V13      | GStar 1 Télécom 1B (Kommunikationssatelliten)                                         | ELA 1      | GTO          | Erfolg                                             |
| 12. Sep. 1985 23:26 | V15      | Spacenet 3, ECS 3 (Kommunikationssatelliten)                                          | ELA 1      | geplant: GTO | Fehlstart Absturz durch Versagen der dritten Stufe |
| 28. März 1986 23:30 | V17      | GStar 2, Brasilsat A2 (Kommunikationssatelliten)                                      | ELA 2      | GTO          | Erfolg, Erster Start von ELA-2                     |
| 16. Sep. 1987 00:45 | V19      | Aussat A3, ECS 4 (Kommunikationssatelliten)                                           | ELA 1      | GTO          | Erfolg                                             |
| 11. März 1988 23:28 | V21      | Spacenet 3R, Télécom 1C (Kommunikationssatelliten)                                    | ELA 1      | GTO          | Erfolg                                             |
| 21. Juli 1988 23:12 | V24      | Insat 1C, ECS 5 (Kommunikationssatelliten)                                            | ELA 1      | GTO          | Erfolg                                             |
| 8. Sep. 1988 23:00  | V25      | GStar 3, SBS 5 (Kommerzielle Kommunikationssatelliten)                                | ELA 2      | GTO          | Erfolg                                             |
| 12. Juli 1989 00:14 | V32      | Olympus (Experimenteller Kommunikationssatellit)                                      | ELA 1      | GTO          | Erfolg                                             |

¹ Die Nutzlasten sind so verzeichnet, wie sie übereinander oder (in seltenen Fällen) nebeneinander in der Nutzlastverkleidung untergebracht waren. Die oberste Nutzlast zuerst, dann die zweitoberste usw.
² Nicht der Zielorbit der Nutzlast, sondern die Bahn, auf der die Nutzlast von der dritten Stufe ausgesetzt wurde.